# Naissance en 1110
Naissance
- 1106
- 1107
- 1108
- 1109
- 1110
- 1111
- 1112
- 1113
- 1114

Cette page dresse une liste de personnalités nées au cours de l'année 1110 :
- Abraham ben Isaac de Narbonne, rabbin et kabbaliste provençal.
- Abraham ibn Dawd Halevi, rabbin, médecin, historien et philosophe andalou.
- Aelred de Rievaulx, moine cistercien qui devient le troisième abbé de Rievaulx.
- Alberic I de Dammartin, comte de Dammartin.
- Bertrand II de Forcalquier, comte de Forcalquier.
- Diarmait Mac Murchada, roi de Leinster et de Dublin.
- Düsum Khyenpa, lama de l'école karma-kagyu du bouddhisme tibétain, 1er de la lignée des karmapas et l'initiateur de la tradition des tulkous au Tibet.
- Euphrosyne de Polotsk, princesse et moniale de Polotsk, en Biélorussie, sainte de l'église russe et protectrice de sa ville natale et plus tard de toute la Biélorussie.
- García V de Navarre, roi de Navarre.
- Guillaume III de Bourgogne, comte palatin de Bourgogne, et de Mâcon.
- Guillaume III de Nevers, comte de Nevers, d'Auxerre et de Tonnerre.
- Herman le Dalmate, Herman de Carinthie ou Herman le Dalmate Albanois ou encore Herman Dalmatin Albanois, philologue, philosophe, astronome, astrologue, mathématicien, traducteur et auteur.
- Ibn Tufayl, Abu Bakr Mohammed ben Abd-el-Malik ben Tufayl el-Qaïci, philosophe andalou, astronome, médecin, mathématicien et mystique soufi.
- Jean Ier de Vendôme, comte de Vendôme.
- Juhel II de Mayenne, seigneur de Mayenne (1120), seigneur de Gorron et d'Ambrières.
- Platon de Tivoli (mort en 1145), astronome, traducteur et mathématicien italien.

date incertaine (vers 1110)
- Aubrey de Vere (en), noble anglais.
- Rainaldo di Collemezzo, cardinal italien.
- Clarembaud d'Arras, ou Clarembaldus, Clarembaldus Atrebatensi ou encore Clarembald d'Arras, théologien et chroniqueur.
- Eudes de Deuil, également appelé Odon de Deuil, moine bénédictin français, abbé de Saint-Denis.
- Gilbert Foliot, abbé de Gloucester (en), évêque de Hereford et évêque de Londres.
- Gonario II de Torres, Judicat de Logudoro (Sardaigne).
- Hodierne de Jérusalem, comtesse de Tripoli.
- Iowerth Goch ap Maredudd (en), prince du royaume de Powys.
- Jean Tzétzès, grammairien et poète byzantin.
- Lhachen Naglug (en), roi du Ladakh.
- Liu Wansu, médecin chinois.
- Robert de Ketton, théologien, astronome et traducteur anglais.
- Rohese de Vere (en), comtesse d'Essex.
- Sibylle de Guînes, comtesse de Guînes.
- Mathieu II de Beaumont-sur-Oise, comte et seigneur de Beaumont-sur-Oise.
- Obizzo I d’Este, podestat de Padoue, marquis de Milan et de Gênes.
- Réginald de Dunstanville, 1er comte de Cornouailles puis shérif du Devon.
- Richard de Saint-Victor, moine écossais (ou irlandais), mystique, et prieur de l'Abbaye Saint-Victor de Paris.
- Robert de Torigni, chroniqueur normand, seizième abbé du Mont Saint-Michel, grand bâtisseur, diplomate, historien et conseiller privé d'Henri II d'Angleterre.
- Vladislav II de Bohême, prince puis roi de Bohême.

## Crédit d'auteurs
- Cet article est partiellement ou en totalité issu de l'article intitulé « 1110 » (voir la liste des auteurs).